# Куриэль, Анри
Анри Куриэль (Кюриель, фр. Henri Curiel, араб. هنري كوريل‎, ивр. הנרי קוריאל‎; 13 сентября 1914 — 4 мая 1978) — левый политический активист в Египте и Франции, деятель рабочего и антиколониального движений. Куриэль родился в Египте и возглавлял коммунистическое «Демократическое движение за национальное освобождение», пока не был изгнан из страны в 1950 году.
Поселившись во Франции, Кюриель оказывал содействие Алжирскому Фронту национального освобождения и другим национально-освободительным течениям, в том числе в Южной Африке и Латинской Америке. В 1978 году он был убит в Париже при не до конца выясненных обстоятельствах; его убийца так и не был установлен.

## Биография

### Семья
Куриэль родился в Каире в итальянской сефардской семье банкира Даниэла Нессима Куриэля (фр. Daniel Nessim Curiel) и Зафриды Бехар (англ. Zaffrida Behar). Он стал гражданином Египта в 1935 году.
Его брат Рауль Куриэль, с которым они издавали журнал «Дон Кихот» (Don Quichotte) стал уважаемым археологом и нумизматом, специализирующимся на исследованиях Центральной Азии, индологии и египтологии. Двоюродные братья — физик и антифашист, Эудженио Куриэль, важный деятель подпольной Итальянской компартии и Движения Сопротивления, убитый фашистами в 1945 году, и известный британский шпион КГБ Джордж Блейк. Последний сказал, что на формирование его политических взглядов влияние как коммуниста оказал старший Куриэль, с которым Блейк познакомился в подростковом возрасте.
Его сын — французский журналист Ален Греш, родившийся в Каире в 1948 году и выросший в Париже.
Двоюродный брат — французский адвокат Андре Вейль-Куриэль.

### Политическая деятельность в Египте
Учился во французской школе в Каире, где и познакомился и с марксизмом.
С началом Второй мировой войны в сентябре 1939 года попытался записаться в ряды французской армии, но безуспешно. В 1942 году, ввиду наступления войск Эрвина Роммеля, попытался заняться организацией сопротивления, но был задержан египетской полицией и посажен в тюрьму.
В 1943 году основал и возглавил коммунистическое «Движение за национальное освобождение Египта» (ХАМЕТУ, «The Egyptian Movement for National Liberation», الحركه المصريه للتحرر الوطني حمتو); которое в 1947 году после объединения с группой «Искра» стало «Демократическим движением за национальное освобождение» (ХАДЕТУ), замещавшим разгромленную ещё в 1920-х Египетскую коммунистическую партию. Эта организация сыграла определённую роль в эвакуации британской армии из египетских городов в 1946 году.
Его неоднократно арестовывали вместе со многими другими коммунистами. Несмотря на египетское гражданство, он в силу своего еврейского происхождения был классифицирован как «иностранец», выдворен из страны и вынужден отправиться в политическую эмиграцию в 1950 году. Куриэль обосновался во Франции и возглавил кружок еврейских коммунистов-эмигрантов из Египта, известный как «Римская группа».
Формально он оставался членом Центрального комитета ХАДЕТУ, но уже не играл важной роли в принятии решений. В сентябре 1952 года печатный орган Французской коммунистической партии «L'Humanité» опубликовал статью, обвинявшую Кюриеля в контактах с троцкистами во время Второй мировой, что ещё сильнее осложнило его позиции в официальном коммунистическом движении.
«Демократическое движение за национальное освобождение» было единственной из коммунистических групп в стране, активно участвовавшей в революции 1952 года, которую возглавляли «Свободные офицеры» и Гамаль Абдель Насер. Хотя ряд бывших и настоящих членов ХАДЕТУ, в том числе Халед Мохи эд-Дин, Юсеф Седдык и Ахмед Хамруш, вошли в руководящий Совет революционного командования Египта, однако движение, наряду с прочими марксистскими организациями, пострадало от правительственных репрессий против рабочего движения и оппозиции.

### Антиколониальный активизм в Париже
Во время Войны за независимость Алжира (1954—1962) Кюриель поддерживал Фронт национального освобождения Алжира через сеть «Jeanson», в которой работал. За это был арестован французскими спецслужбами в 1960 году. Он был основателем «Solidarité», группы поддержки через «сети солидарности» различных антиколониальных и оппозиционных движений в странах «третьего мира» (в частности, в Африке и Латинской Америке), включая Африканский национальный конгресс (АНК).
В 1976 году он навёл связи между Израиля и Палестины, желающими договориться о взаимном признании, сыграв таким образом важную роль в установлении ранних контактов между Израилем и ООП. Было организовано несколько встреч под председательством Пьера Мендеса-Франса, позже получивших название «Парижские переговоры»; участие приняли советник Ясира Арафата Иссам Сартави с одной стороны и Ури Авнери и Матитьяху Пелед, члены «Израильского совета за израильско-палестинский мир» (ICIPP), с другой.
21 июня 1976 года Жорж Суффер опубликовал в журнале «Le Point» статью, в которой Кюриель был обвинён в том, что якобы стоит во главе террористической сети, связанной с КГБ. После этого он был помещен под домашний арест в Дине, который был снят после того как было доказано, что обвинения не соответствуют действительности.
В отчете американского ЦРУ от 1981 года говорится, что организация Кюриеля «оказывала поддержку широкому кругу левых революционных организаций третьего мира», включая «фальшивые документы, финансовую помощь, убежище до и после операций, а также как некоторую нелегальную подготовку во Франции по обращению с оружием и взрывчатыми веществами». Авторы далее комментируют, что «связь его группы с некоммунистическими и ненасильственными лидерами, включая священнослужителей, призвана скрывать характер и масштабы ее деятельности».

### Убийство

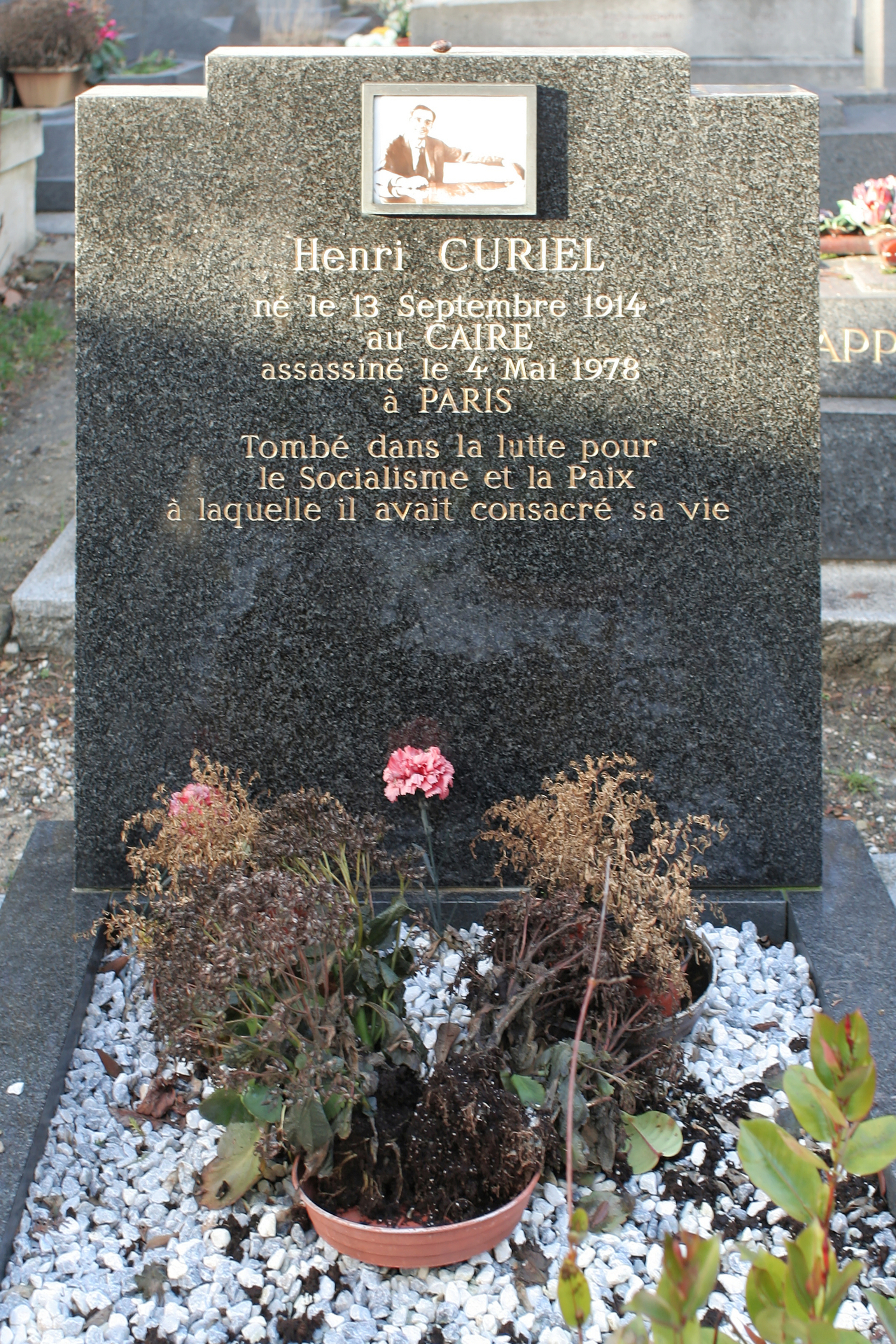
Могила Кюриеля на кладбище Пер-Лашез

Анри Куриэль был убит в Париже 4 мая 1978 года. Ответственность за это взяли на себя две крайне правые террористические группировки (Секретная вооружённая организация OAS и Группа Карла Мартелла), но дело до сих пор не раскрыто.
Полиция и журналистские расследования предполагают и других подозреваемых:
- Жан-Пьер Майон, французский преступник, связанный со Службой внешней документации и контрразведки SDECE и OAS, который работал информатором Люсьена Эме-Блана, возможно, убил Анри Куриэля от имени испанского «эскадрона смерти»[7].
- Группа Абу Нидаля (которую также подозревали в убийстве Иссама Сартави), якобы по заказу КГБ[8].
- Южноафриканское бюро государственной безопасности, также занимавшееся физическим устранением оппонентов режима апартеида (из-за помощи Куриэля АНК).

Анри Куриэль похоронен на кладбище Пер-Лашез в Париже.
Его работа по продвижению диалога между палестинцами и израильтянами левых взглядов в 1980-х была продолжена организацией Comité Palestine et Israël Vivront, возглавляемым лектором Сорбонны Джойс Блау — близкой соратницей Куриэля в египетском изгнании.

### В художественной литературе
Анри Куриэль появляется в нескольких частях шпионского триллера Теда Оллбери «Тень теней» (Shadow of Shadows, 1982), сюжет которого сосредоточен на Джордже Блейке. Олбери принимает за чистую монету утверждения о том, что Кюриель был агентом КГБ, и предполагает, что в течение некоторого времени в 1950-х годах тот был связным Блейка с советскими спецслужбами, для чего нет никаких исторических доказательств.